# 존 패트릭 섄리
존 패트릭 섄리(영어: John Patrick Shanley, 1950년 10월 13일 ~ )는 미국의 극작가, 각본가, 영화 감독이다.

## 출연 작품
- 와일드 마운틴 타임 (2020)
- 다우트 (2008)
- 바그다드의 소년들 (2002)
- 콩고 (1995)
- 공룡 대행진 (1993)
- 얼라이브 (1993)
- 볼케이노 (1990)
- 해결사 (1989)
- 5번가의 비명 (1987)
- 문스트럭 (1987)